# Провалівка (пам'ятка природи)
Провалівка — ботанічна пам'ятка природи місцевого значення в Україні. Об'єкт природно-заповідного фонду Житомирської області. Пам'ятка знаходиться за межами села Пединка на території Любарської селищної ради.
Площа 5,7 га. Статус надано згідно з рішенням 20 сесії 8 скликання Житомирської обласної ради від 20.06.2024 року №767. 
Пам'ятку природи місцевого значення створено з метою збереження локалітетів зростання плавуна щитолистого, занесеного до Червоної книги України.